# Eleocharis gracilis
Espèce
Eleocharis gracilis ou souchet gracile est une plante de type jonc élancée qui pousse de 20 à 50 cm de haut, atteignant rarement 1 m de haut. On la trouve en petites touffes, poussant dans des milieux saisonnièrement humides dans de nombreuses régions du sud-est de l'Australie et de la Nouvelle-Zélande. L'épithète spécifique gracilis provient du latin et fait référence à son apparence élancée,. C'est l'une des nombreuses plantes décrites pour la première fois par Robert Brown, dont le type est connu sous la mention « (J.) v.v. » (signifiant « je l'ai vue vivante à Port Jackson »), dans son ouvrage Prodromus Florae Novae Hollandiae et Insulae Van Diemen de 1810.

## Taxonomie
Le nom correct complet (avec auteur) de ce taxon est Eleocharis gracilis R.Br..
Ce taxon porte en français les noms vernaculaires ou normalisés suivants : Éléocharide de Walters, Éléocharide commune, Scirpe commun, Souchet commun, Éléocharis de Walters, ou encore souchet gracile.

### Synonymes
Eleocharis gracilis a pour synonymes :
- Eleocharis cunninghamii Boeckeler
- Eleocharis gracilis var. gracillima Hook.f.
- Eleocharis gracilis var. radicans Hook.f.
- Eleocharis gracillima (Hook.f.) Hook.f.
- Eleocharis hookeri Boeckeler
- Heleocharis gracilis Hayek
- Scirpus cunninghamii (Boeckeler) Kuntze
- Scirpus tener Spreng.